# Huerto
Huerto település Spanyolországban, Huesca tartományban. Huerto Alberuela de Tubo, Lalueza, Grañén, Sesa, Salillas, Torres de Alcanadre, Peralta de Alcofea és Sariñena községekkel határos. Lakosainak száma 226 fő (2024).

## Népesség
A település népessége az utóbbi években az alábbiak szerint változott:
| Lakosok száma | 253  | 253  | 258  | 278  | 267  | 242  | 230  | 206  | 227  | 226  |
|               | 2001 | 2004 | 2006 | 2009 | 2011 | 2014 | 2016 | 2019 | 2021 | 2024 |